# Споров В'ячеслав Якович
В'ячеслав Якович Споров (24 березня 1906, село Єрмолино Нижньогородської губернії, тепер Лисковського району Нижньогородської області, Російська Федерація — січень 1974, тепер Російська Федерація) — радянський державний діяч, голова виконавчого комітету Владимирської обласної ради. Депутат Верховної ради Російської РФСР 2—3-го скликань. Депутат Верховної ради СРСР 4-го скликання.

## Життєпис
Народився в селянській родині. У 1923 році закінчив школу-дев'ятирічку, з 1923 по 1925 рік навчався у Ветошкінському сільськогосподарському технікумі.
У 1925—1928 роках — дільничний агроном у Больше-Мурашкінському районі Нижньогородської губернії.
У 1928—1929 роках служив у Червоній армії.
З 1929 року — головний агроном Больше-Мурашкінського районного земельного відділу.
Навчався в Московській сільськогосподарській академії імені Тімірязєва (закінчив три курси) та на факультеті старших агрономів Горьковського сільськогосподарського інституту.
Член ВКП(б) з 1932 року.
З 1932 року — старший агроном Порецької машинно-тракторної станції (МТС) Чуваської АРСР.
У 1936—1938 роках — директор Наруксовської машинно-тракторної станції Горьковської області.
У 1938—1943 роках — заступник начальника Горьковського обласного земельного відділу із механізації.
У 1943—1951 роках — начальник Тамбовського обласного земельного відділу; заступник голови виконавчого комітету Тамбовської обласної ради депутатів трудящих.
У 1951 році — слухач річних курсів Вищої партійної школи при ЦК ВКП(б).
26 березня 1951 — 1957 року — голова виконавчого комітету Владимирської обласної ради депутатів трудящих.
З 1957 року — слухач Курсів перепідготовки при ЦК КПРС.
Подальша доля невідома. Помер у січні 1974 року.

## Нагороди
- орден Трудового Червоного Прапора (27.03.1956)
- медалі